# 만적의 난
만적의 난(萬積－亂)은 1198년(신종 1년) 고려 무신 정권 시기에 노비 만적이 중심이 되어 일으키려다 미수에 그친 노비 해방운동이다. 

## 원문
元年, 私僮萬積等六人樵北山, 招集公私奴隷謀曰, 國家自庚癸以來, 朱紫多起於賤隷. 將相寧有種乎? 時來則可爲也. 吾輩安能勞筋骨, 困於捶楚之下?

諸奴皆然之. 剪黃紙數千, 皆鈒丁字, 爲識約曰, 吾輩自興國寺步廊至毬庭, 一時群集鼓噪, 則在內宦者必應之, 官奴等誅鋤於內. 吾徒蜂起城中, 先殺崔忠獻等, 仍各格殺其主焚賤籍. 使三韓無賤人, 則公卿將相, 吾輩皆得爲之矣.
及期皆集以衆, 不滿數百, 恐不濟事, 更約會普濟寺令曰, 事不密則不成, 愼勿泄.
律學博士韓忠愈家奴順貞, 告變於忠愈, 忠愈告忠獻. 遂捕萬積等百餘人, 投之江. 授忠愈閣門祗候, 賜順貞白金八十兩, 免爲良. 以餘黨不可悉誅詔不問.
 
신종 원년(1198), 사동(私僮) 만적 등 6명이 북산(北山)에서 땔나무를 하다가, 공사(公私)의 노예들을 불러 모아서는 모의하며 말하기를, “국가에서 경인년(1170)과 계사년(1173) 이래로 높은 관직도 천한 노예에서 많이 나왔으니, 장군과 재상에 어찌 [타고난] 씨가 있겠는가? 때가 되면 [누구나] 차지할 수 있는 것이다. 우리들이라고 어찌 뼈 빠지게 일만 하면서 채찍 아래에서 고통만 당하겠는가?”라고 하였다. 여러 노(奴)들이 모두 그렇다고 하였다.
누런 종이 수천 장을 잘라서 모두 정(丁)자를 새겨서 표지로 삼고, 약속하여 말하기를, “우리가 흥국사(興國寺) 회랑에서 구정(毬庭)까지 한꺼번에 집결하여 북을 치고 고함을 치면, 궁궐 안의 환관들이 모두 호응할 것이며, 관노(官奴)는 궁궐 안에서 나쁜 놈들을 죽일 것이다. 우리가 성 안에서 벌떼처럼 일어나, 먼저 최충헌을 죽인 뒤 각기 자신의 주인을 죽이고 천적(賤籍)을 불태워 그리하여 삼한(三韓)에서 천인을 없애면, 공경장상(公卿將相)이라도 우리가 모두 할 수 있을 것이다.”라고 하였다.
약속한 날이 되어 모두 모였으나 그 수가 수백 명에 불과하자 일이 성공하지 못할 것을 염려하여 보제사(普濟寺)에서 다시 모이자고 약속하면서 경계하며 말하기를, “비밀이 보장되지 못하면 성사되지도 못한 것이다. 누설하지 않도록 조심하라.”라고 하였다. 율학박사(律學博士) 한충유(韓忠愈)의 가노(家奴) 순정(順貞)이 한충유에게 변란을 고하자 한충유가 최충헌에게 알렸다. 마침내 만적 등 100여 명을 체포하여 강에 던져버렸다. 한충유에게 합문지후(閣門祗候)를 제수하였고, 순정에게는 백금(白金) 80냥을 하사하고 면천하여 양인으로 삼았다. 잔당들을 모두 죽일 수가 없어서 조서를 내려 불문에 붙이기로 하였다.
 — 『고려사』권129, 「열전」42 [반역3] 최충헌

## 배경
무신정변은 문무의 지위를 바꾸었을 뿐 아니라 신분 질서에 많은 변동을 가져왔다. 그리하여 하층 계급은 집권 세력이 약화된 것을 이용하여 정치적·경제적·사회적으로 현저히 진출하였다. 특히 명종·신종 시대에는 각지에서 농민과 노비가 자주 난을 일으켰는데, 그 중 가장 규모가 크고, 목적이 뚜렷한 것이 만적의 난이었다.

## 전개
만적은 사노비로서 여섯 명의 노예와 함께 개경의 북산에 가서 나무를 하다가 공사노비들을 모아 놓고 난을 일으킬 것을 모의하였다.
그는 무신정변 이후 천예출신으로 공경대부가 된 자가 많음을 지적하고, 왕후장상이 본래 씨가 있는 것이 아니고 때가 오면 누구든지 할 수 있는 것이라고 연설하였다.
| “ | 왕후장상이 어찌 원래부터 씨가 있겠는가! 때가 오면 누구든지 다 할 수 있는 것이다. 우리들은 주인의 매질 밑에서 근골의 고통만을 당할 수는 없다. 최충헌을 비롯하여 각기 자기 상전을 죽이고 노예의 문적을 불질러, 우리 나라로 하여금 노예가 없는 곳으로 만들면 우리도 공경대부 같은 높은 벼슬자리를 차지할 수 있다. | ” |

이 선동적인 연설은 노비들의 큰 호응을 얻었다. 그리하여 만적은 계획적인 반란을 꾀하여 궐기 방법을 정하고, 반란이 성공한 후에는 자기들이 집권하기로 결정하였다.

## 결과
만적의 연설을 듣고 있던 율학박사 한충유의 노비 순정은 망설이다 이 사실을 주인에게 밀고하였고, 그리하여  이 계획이 사전에 발각되었다. 만적을 비롯하여 난에 가담하려 했던 공사노비 백여 명은 붙잡혀서 포대 자루에 넣어진 채 묶여 강물에 던져졌다.

## 평가
만적의 난은 실패했으나 한국 역사상 가장 대표적인 노비 해방운동이다. 만적은 고려 무신정변시대 지배자였던 이의민이 천민출신이었다면서 노비를 해방하여 신분제를 철폐하는 사회개혁을 요구한 혁명가였다.

## 같이 보기
- 만적
- 무신정권